# Umbral (batimetría)

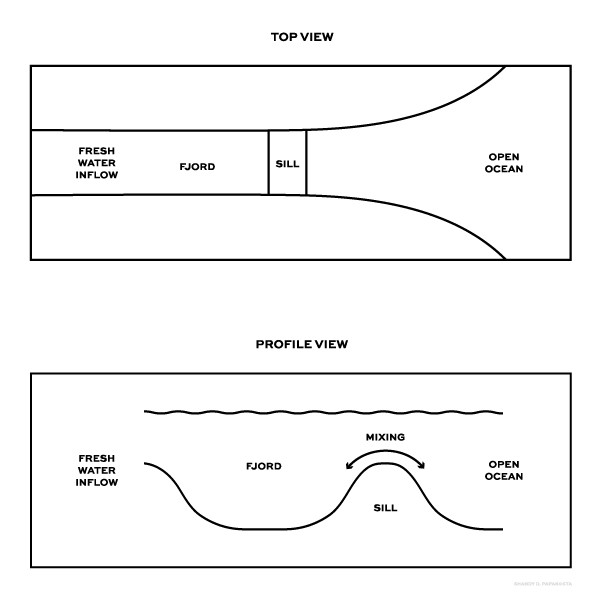
Influencia del alféizar acuático en la circulación del agua del fiordo.

Un umbral submarino es el punto más somero del recorrido más profundo sobre el fondo marino que permite pasar de una cuenca oceánica a otra. Las corrientes marinas profundas usan los umbrales submarinos para pasar de un dominio a otro. Topográficamente, un umbral corresponde a un punto de ensilladura de la batimetría (un lugar en el que la topografía es máxima en una dirección mientras que es mínima en la perpendicular). 
Un ejemplo es el Umbral de Camarinal, que separa el Océano Atlántico del Mar Mediterráneo. 
El equivalente continental del umbral es denominado collado.